# スターライト釧路号

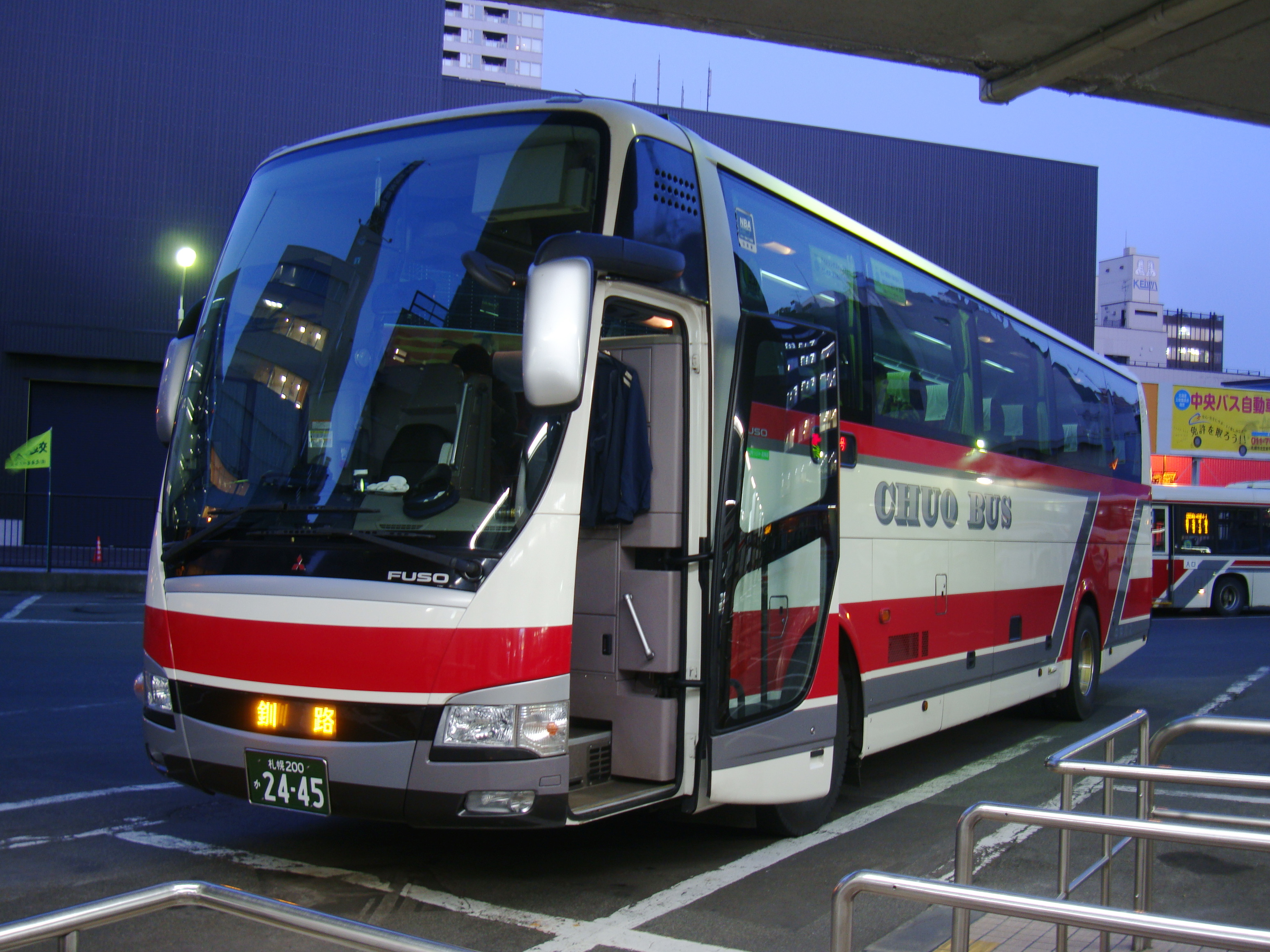
北海道中央バス 2011年増回便 札幌ターミナルにて

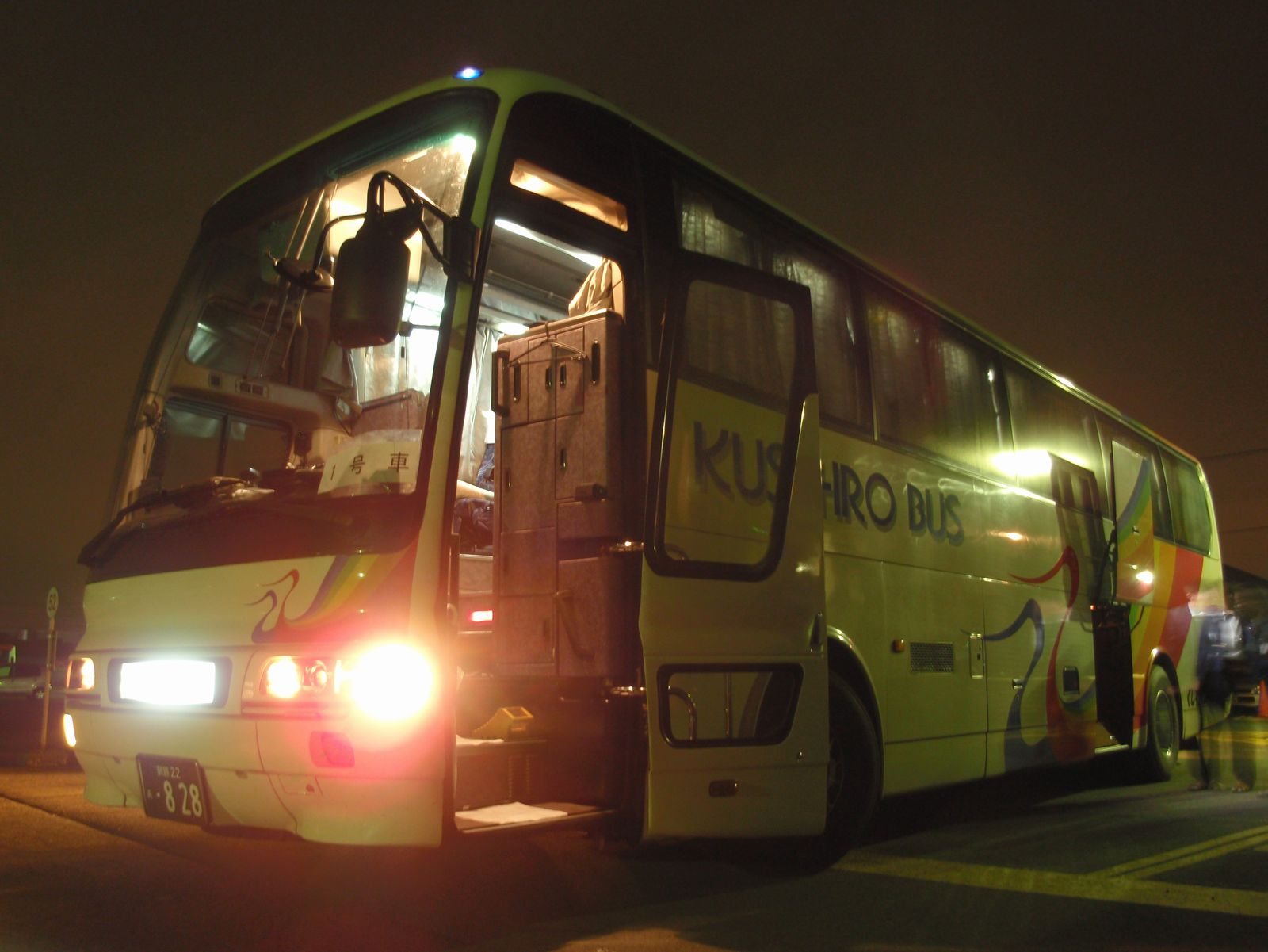
くしろバス 夜行便 くしろバス本社にて

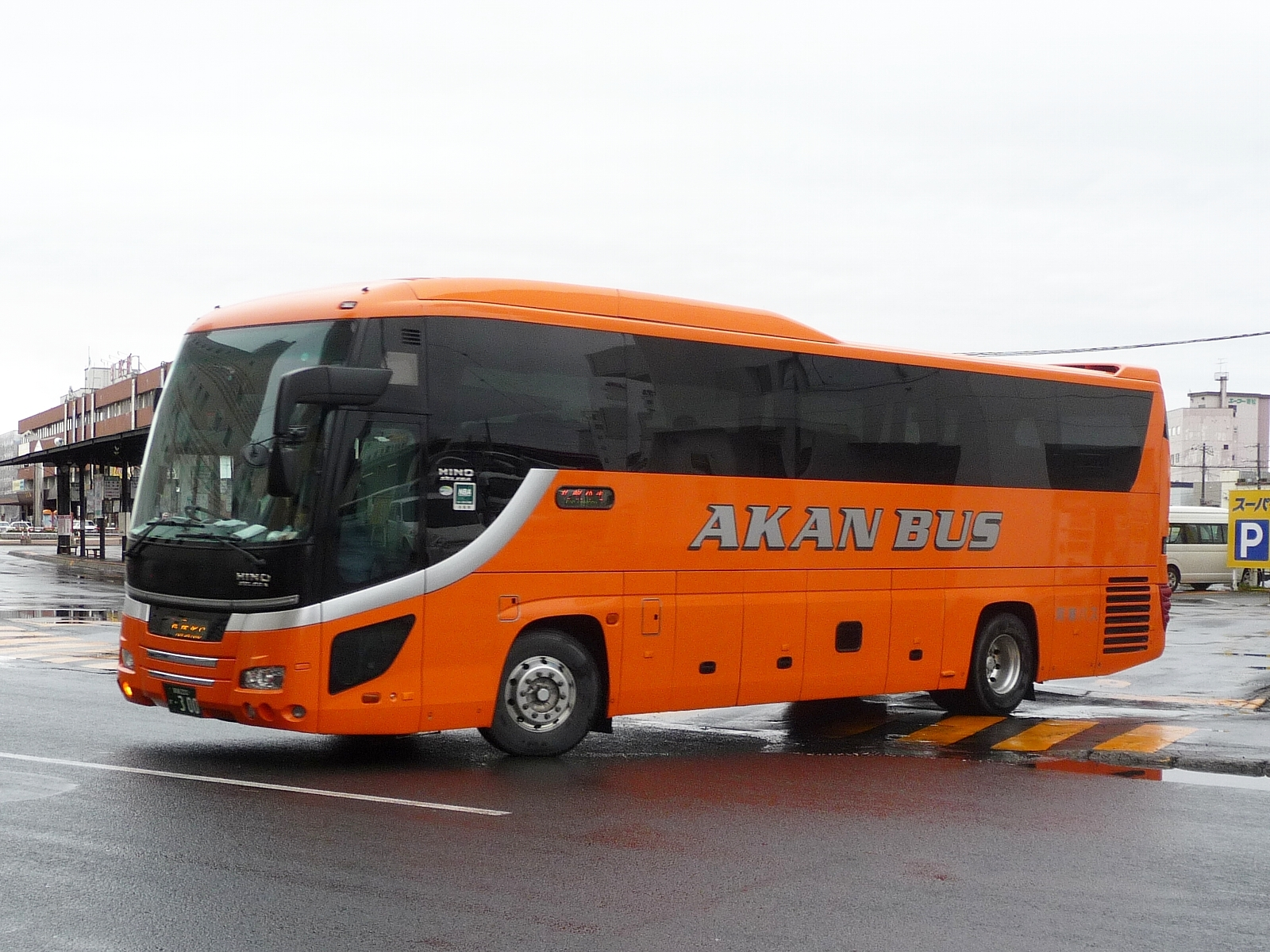
阿寒バス 昼行便 釧路駅前にて

スターライト釧路号（スターライトくしろごう）は、北海道中央バス（中央バス）、くしろバス、阿寒バスが共同運行する都市間バス路線。

## 概要
中央バスとしては初の夜行路線である。また、当時は札幌と函館を結ぶ夜行バス「オーロラ号」は会員制ツアーバス形式での運行であったため、北海道では初めて路線バスとして運行する夜行バスとなった。
運行開始当初は道内の路線バスとしては最長の380kmを走る路線で、それまで夜行路線バスの運行経験がなかった中央バスでは、担当者が青森県と首都圏を結ぶノクターン号に乗車してノウハウなどを習得した。また、ハード面においても、冬の北海道での夜行バス運行に即した独自の施策が行なわれることになった。
- カーペットとカーテンは特注の厚手のものとし、保温効果を高めた上で静粛性にも配慮した[1]。
- 座席備え付けの毛布は、外気温の影響を受けやすい窓側の座席には厚手の特注品とした[1]。
- 厳冬期は、外気温と車内温度の差を縮めるため、到着前に暖房をカットした[2]。

1987年8月6日に運行を開始した時点では中央バスの単独運行であった。
最初の冬に事故・運休などがなかっただけでなく、大きな到着遅れが生じる事態にもならなかった ことから、乗客からの信頼はより確実なものとなり、運行開始後10ヶ月間の利用実績は約43000人、1日の平均利用者数は144人（片道あたり72人、バス約3台分）と好調な状態となった。また、利用者の60%が女性である という状況から、「オーロラ号」函館線に続いて1988年11月より3台のうち1台を女性専用車に設定した。
スターライト釧路号の成功は、夜行急行列車「まりも」を運行する北海道旅客鉄道（JR北海道）にも影響を与え、急行「まりも」は指定席車両を「ドリームカー」としてグレードアップを図った上、割引乗車券「まりもドリームきっぷ」（夜行列車往復割引きっぷ）などの設定も行なった。
その後、国道274号のむかわ町穂別～日高町日高間（石勝樹海ロード）開通に伴い、1992年7月11日より昼行便が新設され、同時にくしろバスと阿寒バスも参入し、3社共同運行となった。最盛期には夜行を含めて4往復で運行したが、1999年に昼行便は1往復に減便された。道東自動車道の夕張ICから占冠ICまでの開通が翌年に迫った2010年より増回が検討され、乗客からの要望が多かった釧路発朝・札幌発夕方の昼行便が2011年7月28日より設定され、昼行便は2往復となり、2012年11月30日からは昼行便が曜日限定で3往復に戻った（後述）。一方、2008年8月31日限りでJR北海道が運行していた夜行列車「まりも」が廃止された以後、釧路と札幌の夜行公共交通機関としては唯一の存在となっていたが、2013年4月24日から北海道バスの釧路特急ニュースター号が運行開始した為、現在は2路線になっている。

## 沿革
- 1987年
  - 7月6日 - 札幌釧路線の予約受付開始。
  - 8月6日 - 定期運行開始[3]。
    - 夜行便のみ1往復[3]。所要時間約7時間20分[3]。
    - 札幌側は札幌ターミナル始発、札幌駅前バスターミナル終着[8]。
    - 釧路側は駅前ホテルアダチ（現・駅前ホテルバルーデ釧路）発着[8]。
    - 札幌のホテル法華クラブとエスポのサウナ、釧路のホテルサンルート等で優待割引設定[8]。
    - 女性専用車を設定。

  - 10月2日 - 釧路東邦生命ビル（末広町13丁目）内に釧路ターミナルを新設。
  - 10月4日 - 3列独立シート車を導入。
- 1990年10月31日 - 札幌行の札幌ターミナル（北1条西1丁目降車場）を時計台前に改称[9]。
- 1992年7月11日 - 大幅なダイヤ改正。
  - くしろバス、阿寒バスが新規参入。
  - 国道274号・日勝峠経由の昼行便を3往復新設。所要時間約6時間30分。冬期夜行便のみ狩勝峠経由を継続。
  - 経路短縮に伴い運賃を値下げ。
  - 昼行便に音別駅前、白糠駅前を新設。大楽毛駅前、鳥取分岐、十條正門降車場を新設。
- 1993年4月1日 - 夜行便も音別駅前、白糠駅前で取り扱い。
- 1994年4月1日 - 前年の十條製紙から日本製紙への社名変更による降車場名変更（十條正門降車場から鳥取大通2丁目降車場へ）。
- 1995年12月1日 - 大幅なダイヤ改正。
  - 釧路ターミナルを廃止。釧路フィッシャーマンズワーフMOOに総合窓口を設置。
  - 全便フィッシャーマンズワーフMOOバスターミナル発着に変更。
  - 昼行便に地下鉄大谷地駅と釧路駅前を新設。
  - 4枚綴回数乗車券を新設。
- 1996年
  - 4月1日 - 大谷地ターミナルを地下鉄大谷地駅に改称。
  - 7月20日 - 道東自動車道供用開始に伴うダイヤ改正。
    - 運行経路を道東自動車道経由に変更。所要時間を6時間15分に短縮。
    - 前4列を禁煙席に設定。夜行便は全席禁煙化。
    - 釧路行夜行便に夏期のみ釧路駅前降車場を設定。
- 1997年
  - 10月10日 - 運行開始10周年記念イベント。
  - 12月18日まで5枚綴回数乗車券を4枚綴と同額で販売。途中休憩先の清水ドライブインでの優待割引を設定。
- 1998年12月1日 - 大楽毛駅前での乗車扱い開始。
- 1999年4月1日 - 全席禁煙化。昼行便を1往復に減回。
- 2002年12月1日 - ダイヤ改正
  - 発車オ〜ライネットによるインターネット予約開始。
- 2005年7月21日 - ダイヤ改正。
  - くしろバス本社停留所を新設。パーク&ライド開始。
  - 昼行便を札幌南IC - 夕張IC経由で運行。所要時間を6時間00分に短縮。
  - 8月21日まで昼行便を1往復増回。
- 2006年
  - 4月1日 - ローソンでの予約・乗車券発売開始。
  - 7月21日 - ダイヤ改正。札幌行に南郷18丁目降車場を新設。札幌ドーム行シャトルバスと連絡。
    - 学割運賃を新設。
- 2007年12月1日 - 道東自動車道トマムIC - 十勝清水IC開通に伴い昼行便をトマムIC - 池田IC経由に変更。休憩地を道の駅自然体感しむかっぷに変更。
- 2008年4月1日 - 夏期夜行便をトマムIC - 池田IC経由に変更。
- 2009年
  - 6月1日 - 釧路の予約発券窓口をフィッシャーマンズワーフMOOから釧路駅前バスターミナルへ移動。これに伴い、昼行便・夜行便ともに釧路駅前バスターミナルに乗り入れ開始、釧路フィッシャーマンズワーフMOOは昼行便のみの発着に変更。
  - 10月25日 - 道東自動車道占冠IC開通に伴い昼行便を占冠IC - 池田IC経由に変更。
- 2010年12月1日 - 冬期夜行便の狩勝峠経由を廃止。
- 2011年
  - 7月28日 - ダイヤ改正。昼行便1往復増回[7][10]。
  - 10月30日 - 道東自動車道夕張IC - 占冠IC開通に伴い札幌南IC - 池田IC間が高速経由となり所要時間が約35分短縮される。休憩地を十勝平原SAへ変更。鳥取分岐での乗車扱い開始、釧路フィッシャーマンズワーフMOO停留所を廃止[11]。
- 2012年11月30日 - 翌年3月31日までの限定で、釧路発が金曜日・土曜日・祝前日に夕方17:45便を、札幌発が土曜日・日曜日・祝祭日に朝7:50便を増便。
- 2013年
  - 4月1日 - 上記3月31日までの期間限定の週末臨時便を継続。
  - 7月1日 - 釧路行の始発を、札幌駅前に変更。
- 2015年3月30日 - 道東自動車道浦幌IC - 白糠IC開通に伴い、昼行便を白糠IC経由に変更。所要時間15分短縮。併せて昼行便1往復増回し昼行4往復、夜行1往復に[12]。
- 2016年3月13日 - 道東自動車道白糠IC - 阿寒IC開通に伴い、昼行便を阿寒IC経由に変更。所要時間15分短縮[13]。
- 2019年3月31日 - 車両のWi-Fi化に伴い、マルチシステム（テレビ・ラジオ・映画放映サービス）を廃止[14]。
- 2023年10月1日 - ダイヤ改正。
  - 札幌駅前ターミナル一時閉鎖に伴い、札幌駅の乗降停留所を変更。
  - 変動制運賃を適用。
- 2025年4月1日 - ダイヤ改正。
  - 道東自動車道阿寒IC - 釧路西IC開通に伴い、昼行便を釧路西IC経由に変更。所要時間約20分短縮。

## 運行経路
2025年（令和7年）4月1日現在
昼行便

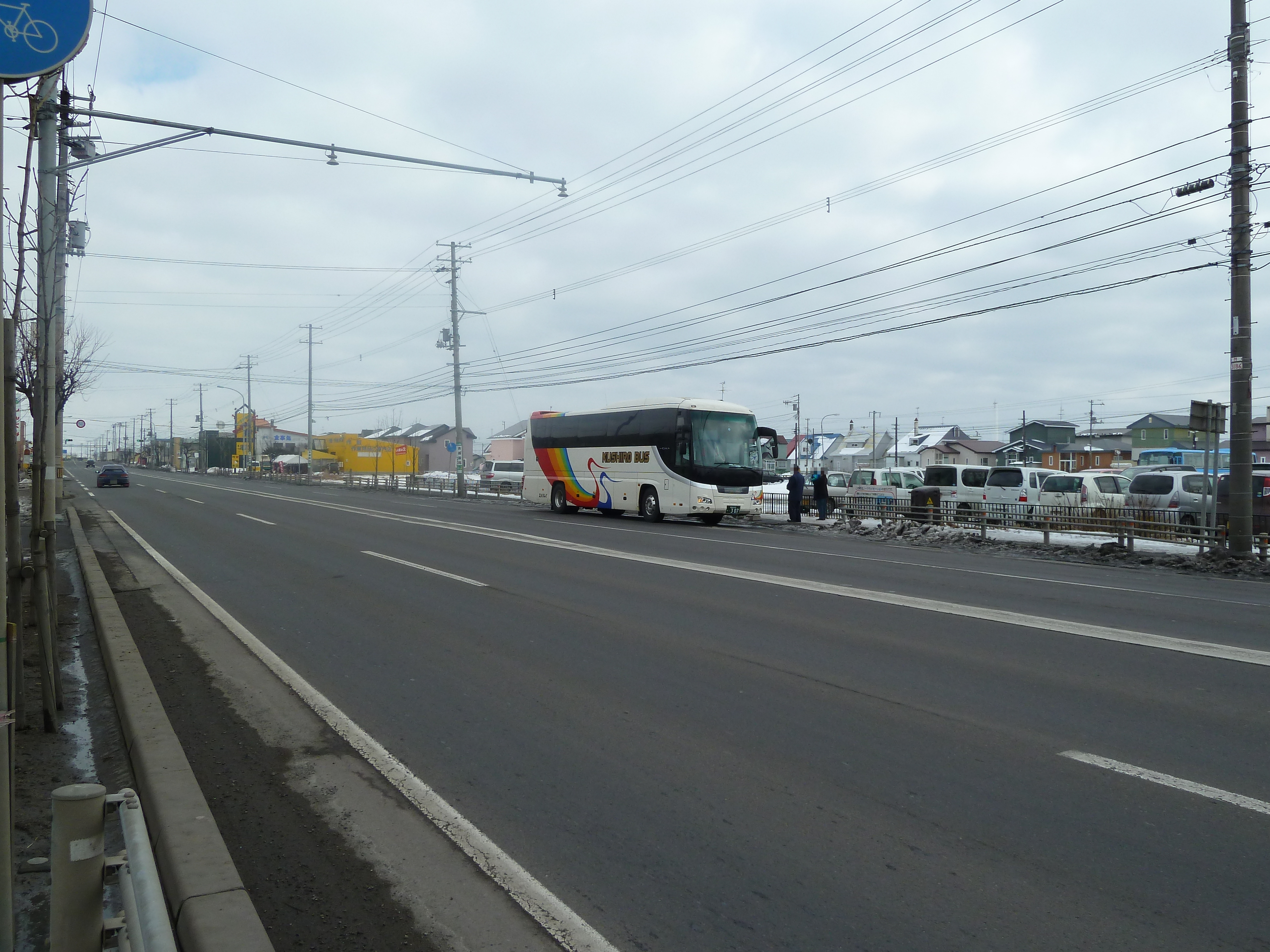
国道38号 大楽毛駅前

- 札幌駅前・中央バス札幌ターミナル（釧路行）/時計台前（札幌行）・地下鉄大谷地駅（大谷地バスターミナル） -（道央自動車道・道東自動車道）- 農協ビル・くしろバス本社・釧路駅前（釧路駅前バスターミナル）

夜行便（運休時点）
- 札幌駅前・中央バス札幌ターミナル・地下鉄大谷地駅（札幌行のみ） -（道央自動車道・道東自動車道・国道38号）- 音別駅前・白糠・大楽毛駅前・鳥取分岐・釧路駅前・くしろバス本社

高速道路を挟まない区間のみの利用はできない。上記のほか札幌市内に降車専用停留所が設置される。昼行便は由仁パーキングエリアと十勝平原サービスエリア（一部は十勝平原SA1箇所）で休憩時間を設定する。

## 運行本数
2025年（令和7年）4月1日現在
- 4往復（運休中の夜行便を含まず）

## 乗車券
予約制（全席指定）。運賃は乗車日による変動制。早期購入割引の設定もある。
往復割引、学生割引（片道、往復）、回数乗車券（各区間共通）、および一般路線乗継割引（釧路から中標津・標津、（旧）阿寒町・阿寒湖畔、厚岸）は2023年（令和5年）9月30日をもって発売を終了した。

## 使用車両
原則として独立3列シート（一部4列）・トイレ付のスーパーハイデッカーが使用されるが、繁忙期等の2号車以降は4列シート車が使用される場合がある。

## 釧路ターミナル
当初は中央バス単独運行であったため、釧路側の予約発券窓口として1987年（昭和62年）10月2日に釧路東邦生命ビル（現・釧路サウスビル）内に設置。釧路駅前の末広町13丁目1-2に位置していた。1992年（平成4年）7月11日の三社共同運行開始により案内上の呼称は「札幌線バスターミナル」に変更されたが、引き続き中央バスが運営。1995年（平成7年）12月1日付のダイヤ改正でMOO都市間バスターミナル発着に変更され、同バスターミナル内の予約発券窓口（阿寒バス）に移管する形で同日をもって廃止された。